# Joachim Lutkenschwager

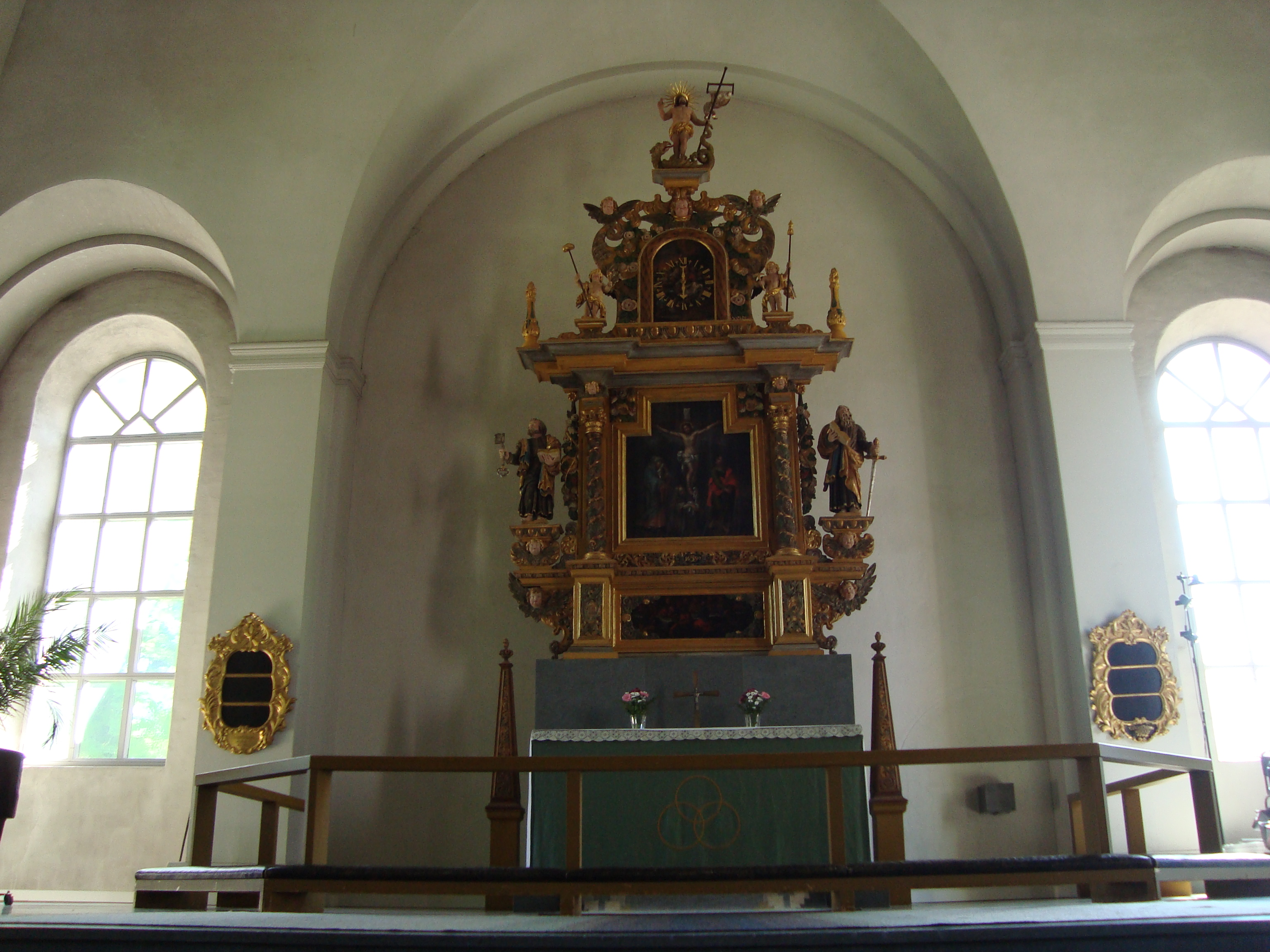
Altaruppsatsen i Ovansjö kyrka

Joachim Lutkenschwager med alternativnamnen Jochim, Jochum Lütkenschwager, född 1662 i Stockholm, död 1711, var en svensk tyskbördig bildhuggare. 
Han var son till handelsmannen Joachim Lutkenschwager och Magdalena (Jostdotter) Schütte och från 1697 gift med Catharina Garp. Han var en av de många bildhuggare i Stockholm som arbetade i Burchard Prechts efterföljd. De tidigaste noteringarna om Lutkenschwager noteras i anteckningar från arbeten vid Sätuna gård och Björklinge kyrka på 1680-talet. För Ovansjö kyrka i Gästrikland utförde han 1690 en altaruppsats samt en del prydnader i korskranket. För Länna kyrka i Uppland utförde han 1699 en predikstol som i sin ornamentala utformning anknyter till Drottningholmsbarocken med sidostycken föreställande Kristus och tre apostlar. Han utförde dessutom ett epitafium över J Telin i Häverö kyrka samt predikstolar till Knutby och Vassunda kyrkor som båda bär drag från predikstolen i Stockholms storkyrka.    